# Сокіл (аеропорт)
Аеропорт "Сокіл" також аеропорт Магадан (IATA: GDX, ICAO: UHMM) — аеропорт міста Магадан Магаданської області, Росія, знаходиться за 50 км на північ від центру Магадана.

## Типи повітряних суден, які можуть прийматися
Ан-12, Ан-24, Ан-26, Ан-28, Ан-30, Ан-32, Ан-72, Ан-74, Ан-124, Ан-140, Ан-148, Іл-62, Іл-76, Іл-86, Іл-96, Ту-134, Ту-154, Ту-204, Ту-214, Як-40, Як-42, Airbus A319, Airbus A320, Airbus A321, Airbus A330, Boeing 727, Boeing 737, Boeing 747, Boeing 757, Boeing 767, Boeing 777, Sukhoi Superjet 100 і більш легкі, вертольоти  всіх типів.

## Авіалінії та напрямки, листопад 2020
| Авіакомпанія                            | Пункт призначення                                      |
| --------------------------------------- | ------------------------------------------------------ |
| Aeroflot                                | Москва–Шереметьєво                                     |
| Алроса                                  | Сезонний: Новосибірськ, Сімферополь                    |
| Аврора                                  | Хабаровськ                                             |
| IrAero                                  | Іркутськ, Кепервеєм, Хабаровськ, Певек, Сєверо-Евенськ |
| Pegas Fly                               | Хабаровськ                                             |
| Petropavlovsk-Kamchatsky Air Enterprise | Петропавловськ-Камчатський                             |
| Rossiya                                 | Москва-Шереметьєво                                     |
| S7 Airlines                             | Іркутськ, Новосибірськ, Владивосток                    |
| SiLA Airlines                           | Омолон, Омсукчан, Сеймчан, Сусуман                     |
| Ural Airlines                           | Якутськ, Єкатеринбург                                  |
| Yakutia Airlines                        | Анадир, Владивосток, Якутськ                           |

## Статистика
Див. джерело запитів Вікіданих та джерела.